# Wilhelm Dittenberger
Wilhelm Dittenberger (né le 31 août 1840 à Heidelberg, mort le 29 décembre 1906 à Halle) est un philologue et épigraphiste classique allemand. Il a édité plusieurs volumineux recueils d'inscriptions devenus par la suite des utilitaires classiques pour les épigraphistes et les antiquisants en général.

## Principales publications
- Inscriptiones Graecae (abrégé en IG) :
  - Volume III : Inscriptiones Atticae aetatis Romanae, 2 tomes. Reimer, Berlin, 1878–1882. Réédition : Nachdruck, 1977–1978  (ISBN 3-11-004911-2 et 3-11-007004-9).
  - Volume VII : Inscriptiones Megaridis et Boeotiae. Reimer, Berlin, 1892. Réédition : Nachdruck 1978  (ISBN 3-11-007005-7).
  - Volume IX, 1 : Inscriptiones Phocidis, Locridis, Aetoliae, Acarnaniae, insularum maris Ionii, Reimer, Berlin 1897. Réédition : Nachdruck 1978  (ISBN 3-11-007006-5).
- Sylloge inscriptionum Graecarum, 2 volumes, Leipzig, 1883.
- Orientis Graeci inscriptiones selectae (abrégé en OGIS), 2 volumes, Leipzig, 1903–1905. Réédition : Nachdruck Olms, Hildesheim 1986  (ISBN 3-487-00028-8 et 3-487-00029-6).
- Wilfried Gawantka, Aktualisierende Konkordanzen zu Dittenbergers Orientis Graeci inscriptiones selectae (OGIS) und zur dritten Auflage der von ihm begründeten Sylloge Inscriptionum Graecarum (Syll. 3), Hildesheim u. a., 1977  (ISBN 3-487-06447-2).